# Bil

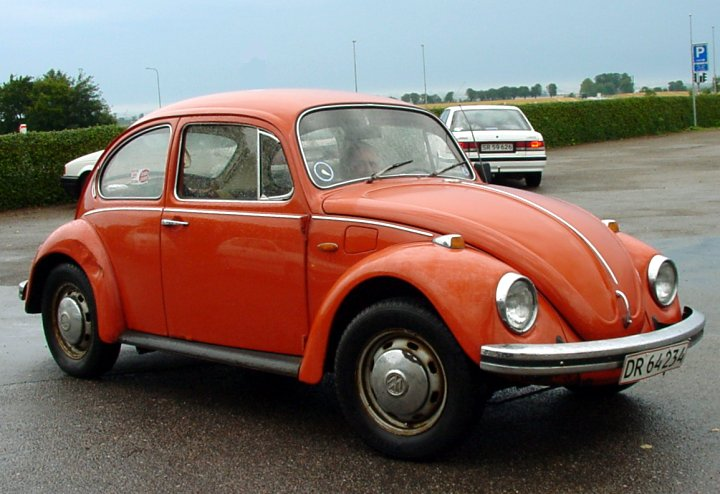
Volkswagen Typ 1, en av världens genom tiderna mest tillverkade bilmodeller.

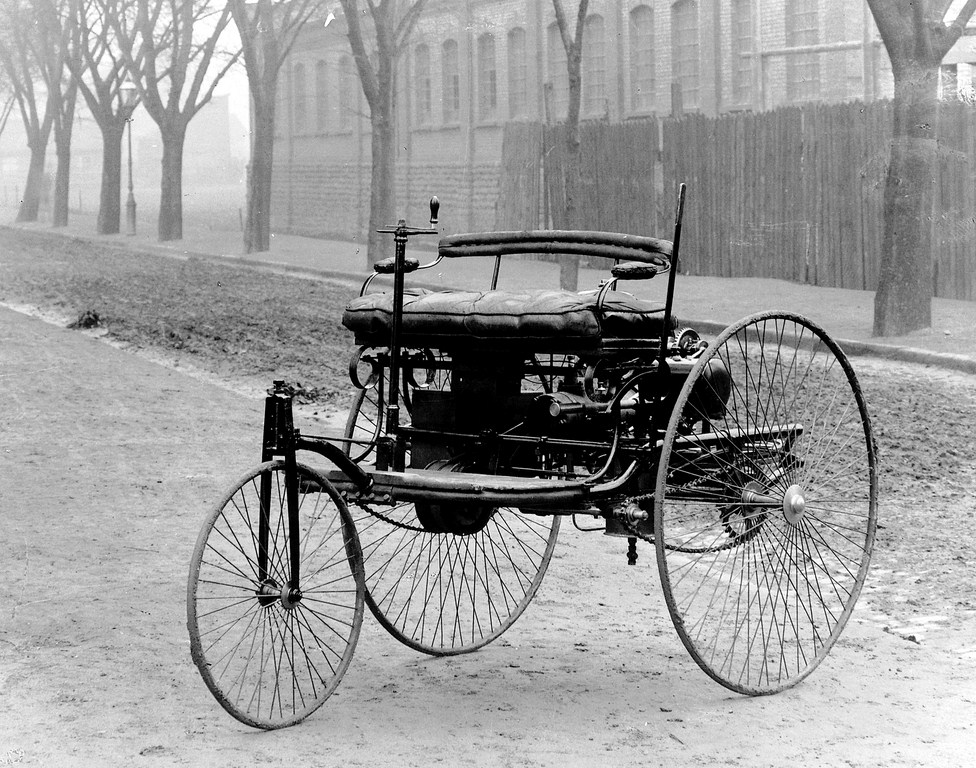
Benz Patent Motorwagen 1885, som räknas som den första motordrivna bilkonstruktionen.

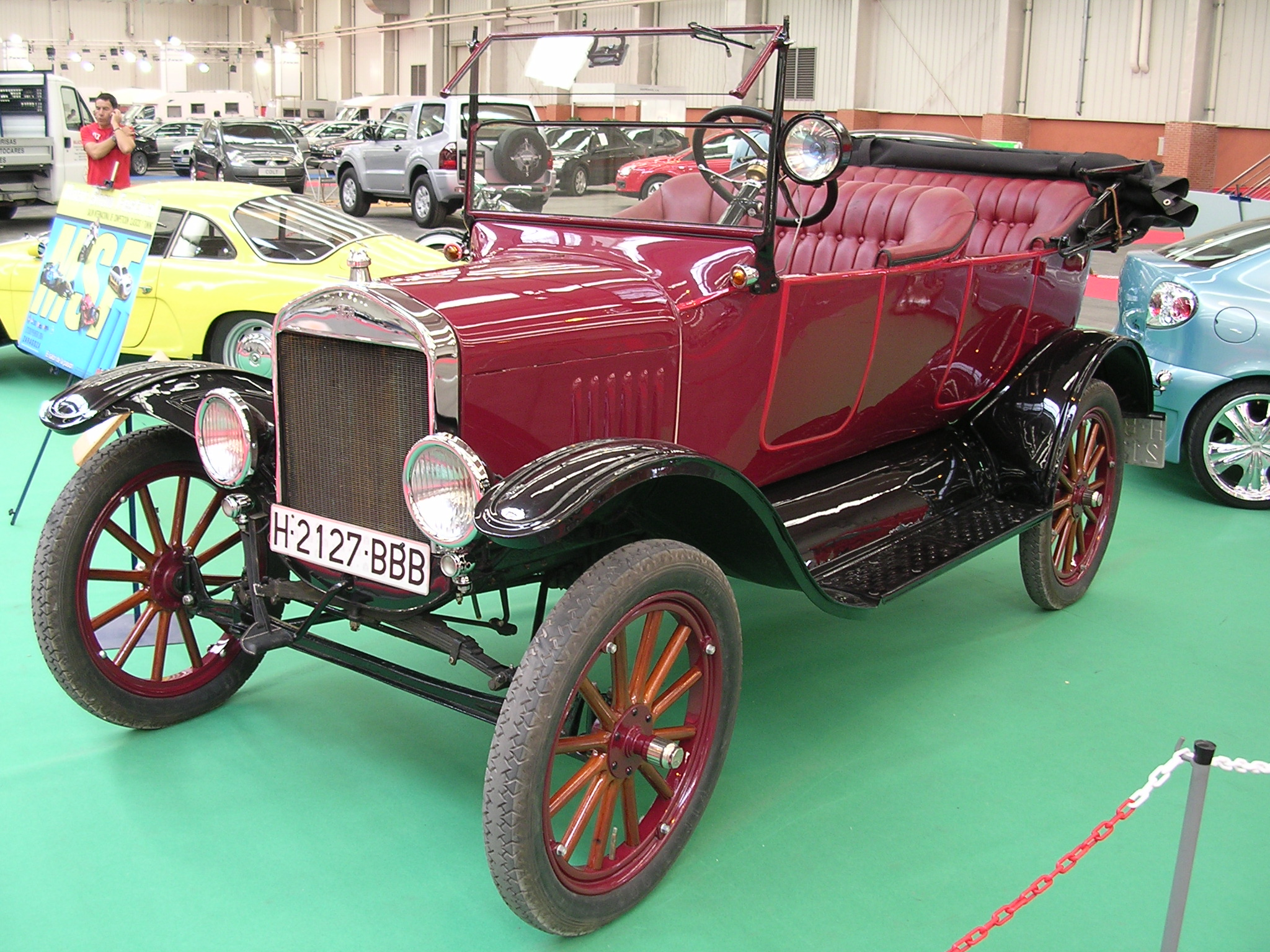
Ford Model T 1923.

Antal bilar per tusen invånare i olika länder (2009):
601+
501-600
301-500
151-300
101-150
61-100
41-60
21-40
11-20
0-10

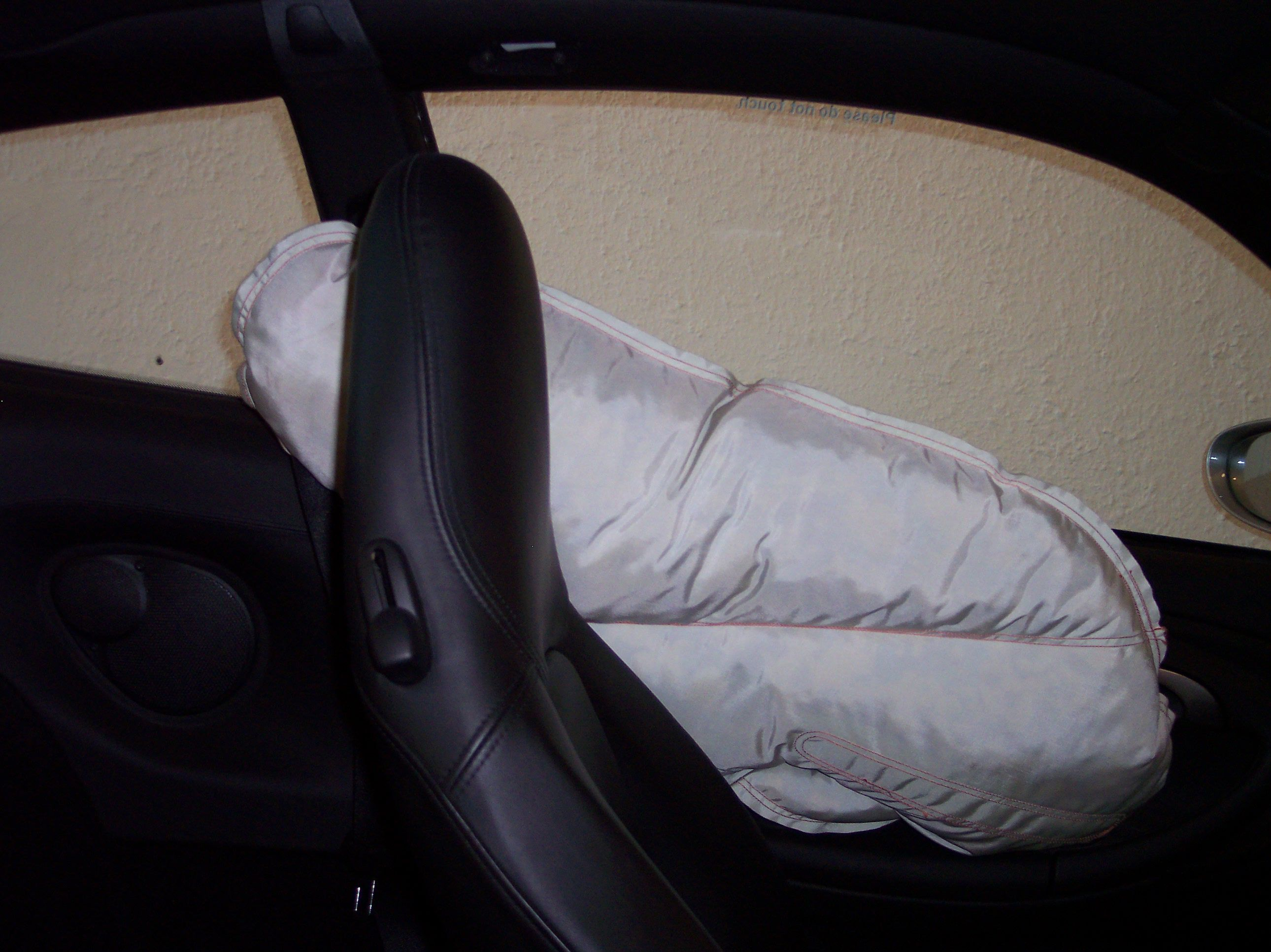
Sidokrockkudde.

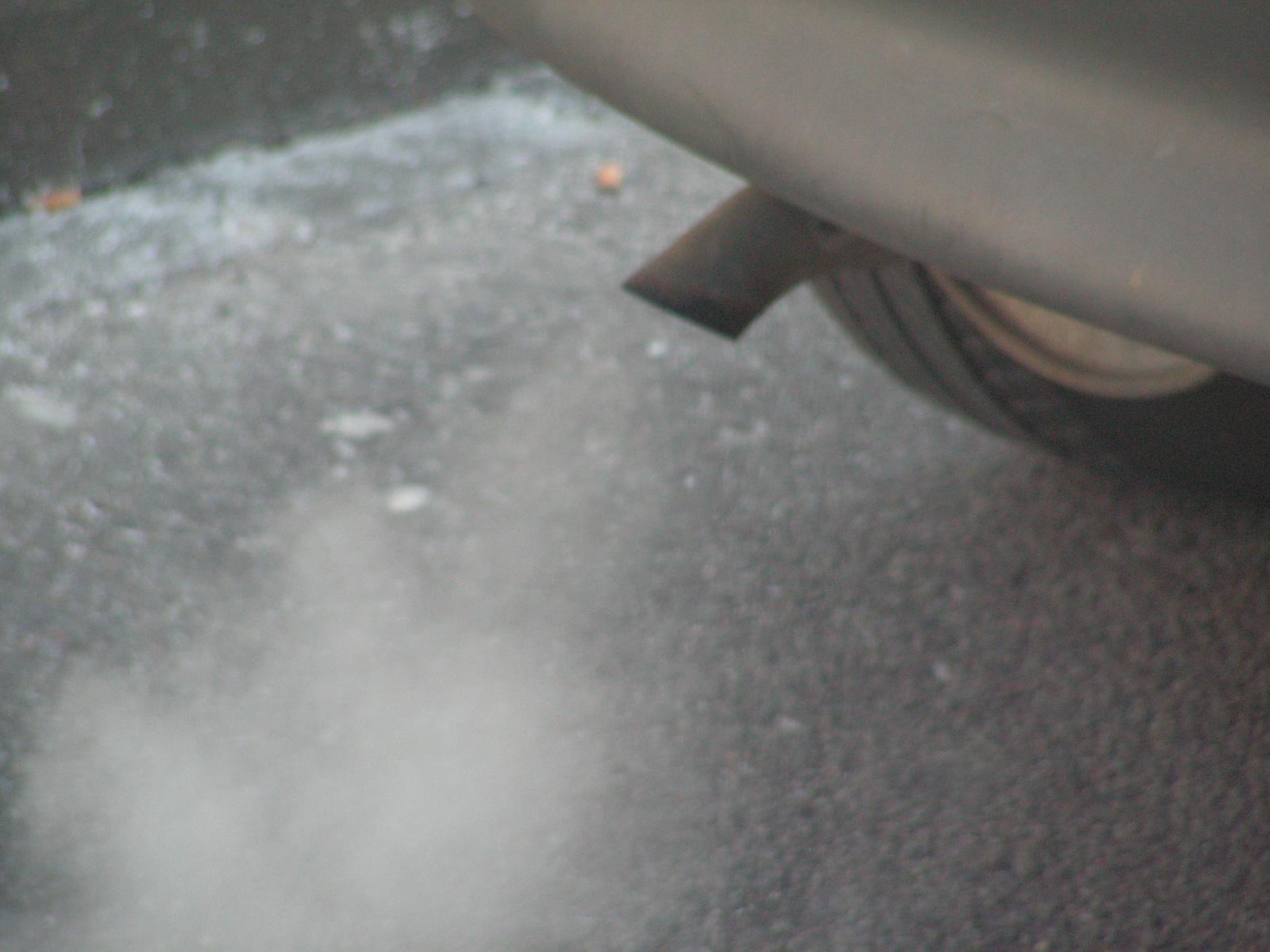
Avgaser.

Bil är ett motorfordon som är försett med åtminstone tre hjul, och som inte är en mopedbil, en jordbruksmaskin eller ett stridsfordon. Bilar delas in i personbilar (vilket ordet "bil" vanligtvis syftar på), lastbilar och bussar. 
Från början användes benämningen automobil, från grekiskans αὐτός, autós, "själv" och latinets móbilis, "rörlig". Förkortningen "bil" skapades i den danska tidningen Politiken, 1902.
2010 uppskattades att antalet bilar hade ökat till över 1 miljard fordon, upp från 500 miljoner 1986. Siffrorna ökar snabbt, särskilt i Kina, Indien och andra nya industriländer.

## Historia

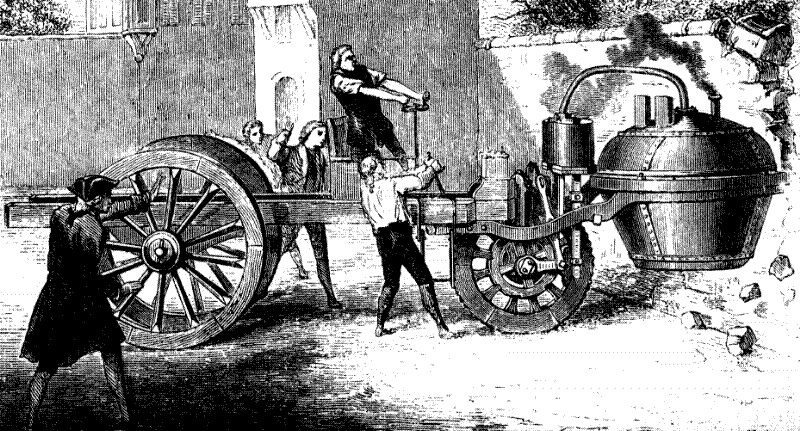
Cugnots "Fardier a vapeur" från år 1769.

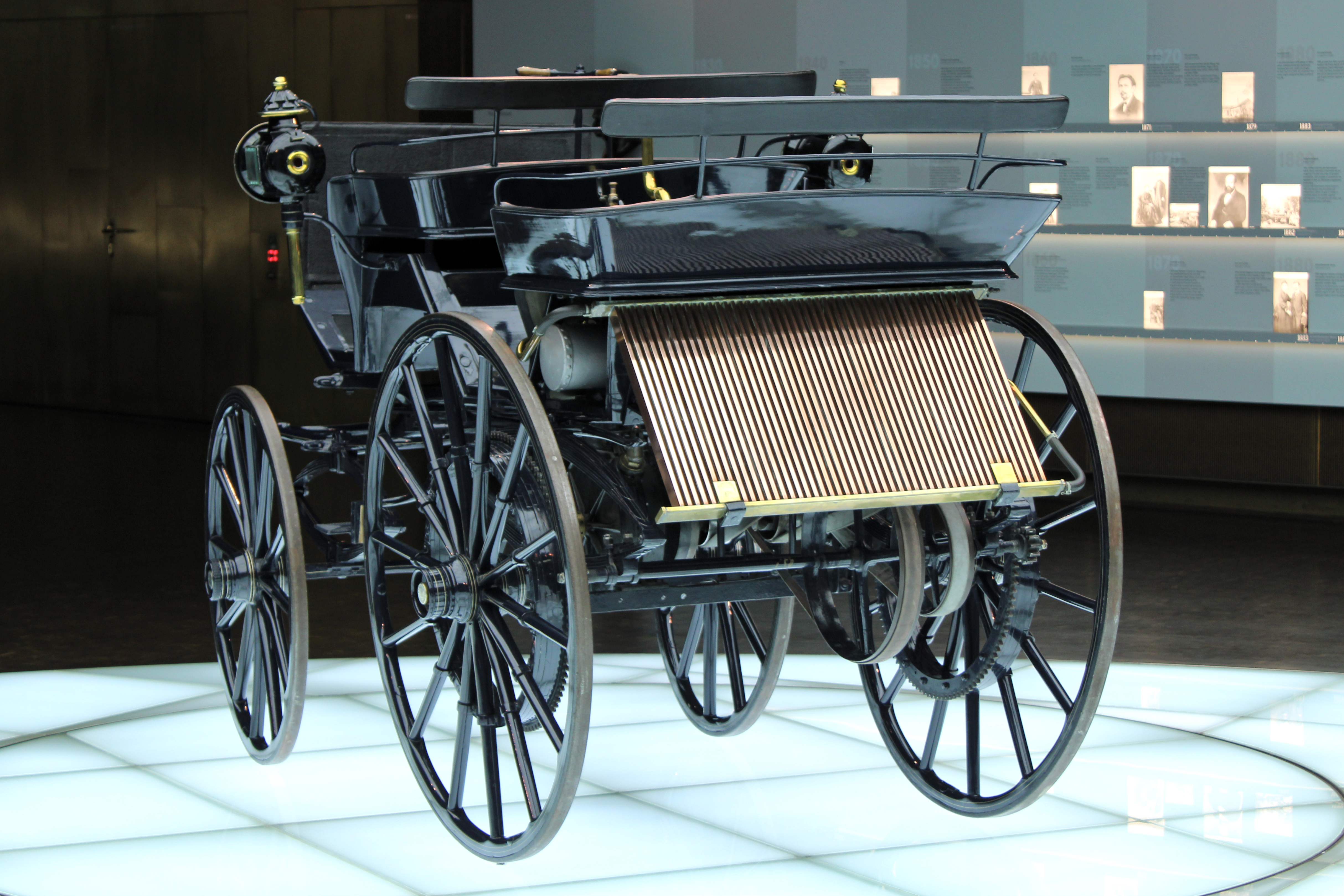
Daimlers ombyggda hästdroska från år 1886.

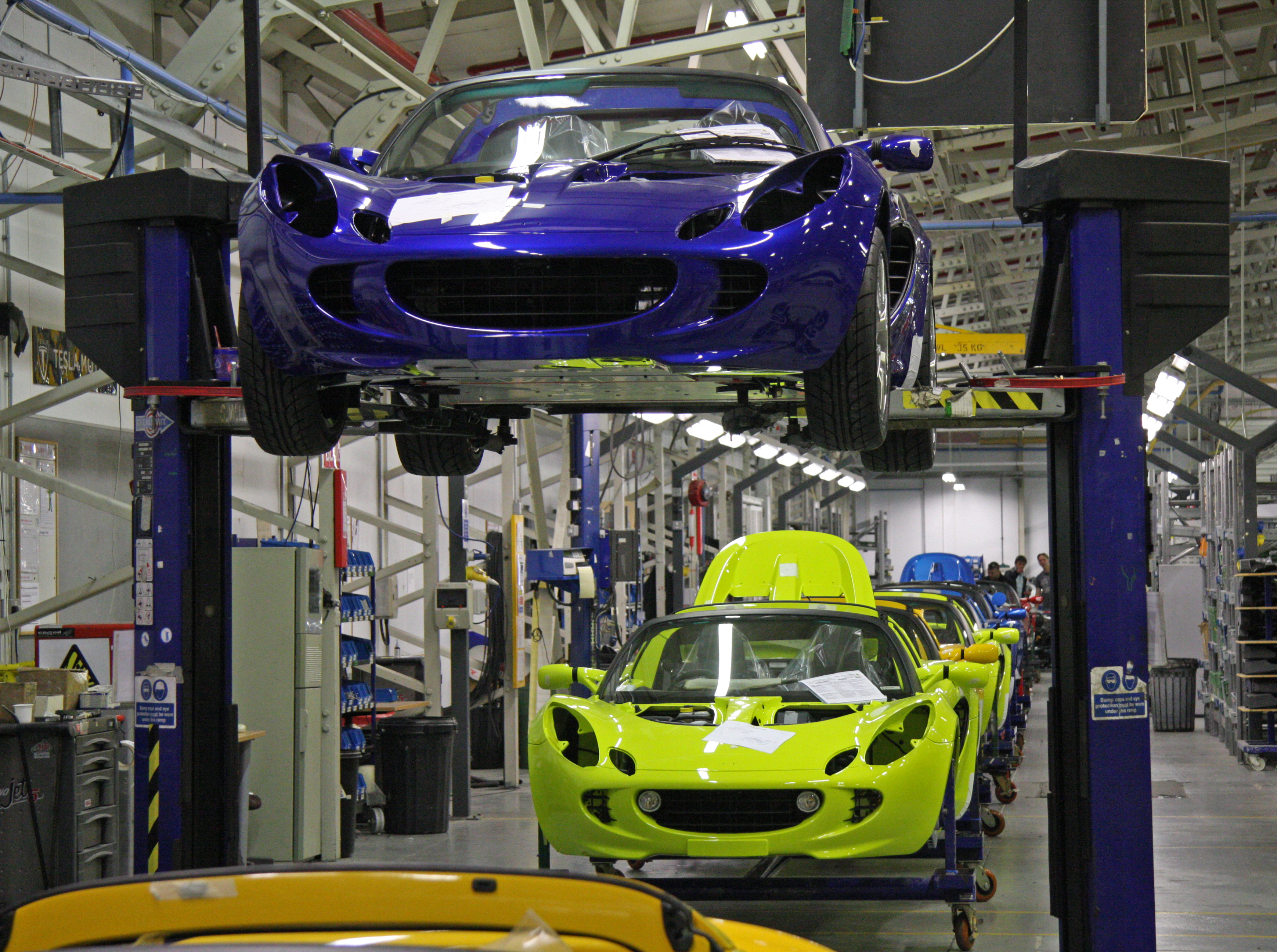
Tillverkning av Lotusbilar.

Bilens ursprung går att spåra i de självgående vagnar drivna med ångmotorer som konstruerades först av fransmannen Nicolas-Joseph Cugnot. Denne utvecklade en självgående artillerivagn kallad "Fardier à vapeur" år 1772. År 1801 konstruerades den första vagnen för persontrafik av engelsmannen Richard Trevithick. Under 1800-talets första hälft konstruerades sedan ett antal liknande vagnar i exempelvis Frankrike, England och Sverige.
Den första eldrivna vagnen byggdes 1832-1839 av den skotske affärsmannen Robert Anderson. Den första vagnen med förbränningsmotor byggdes av fransk-belgaren Étienne Lenoir år 1862. Den första med bensinmotor kom år 1870 och var konstruerad av tysk-österrikaren Siegfried Marcus men så långt var det ganska experimentellt. Senare byggde även Siegfried Marcus tillsammans med Heinrich Walch den allra första bilen med både förbränningsmotor och egen styranordning. Denna kom att kallas "den första bilen" (1874) och kom att bli den modell som Carl Benz senare baserade sin konstruktion på.
Det var först år 1886 som två praktiskt användbara bilar byggdes. Detta år brukar därför i allmänhet räknas som det år, då bilen uppfanns. Oberoende av varandra konstruerade de två tyska ingenjörerna Carl Benz och Gottlieb Daimler varsin bensindriven bil. Daimlers var baserad på en hästdroska där han monterat en motor mitt i vagnen och en styranordning vid framsätet som gick genom golvet ned till framaxeln.
I Sverige inköptes den första militära bilen till Kungl Jämtlands fältjägarregemente 1911. Vid kung Oscar II:s bortgång 1907 fanns det 662 bilar i Sverige av vilka 362 var registrerade i Stockholm.
De första bilarna var dock alldeles för dyra och underhållskrävande för att de skulle slå igenom som fortskaffningsmedel. Amerikanen Henry Ford gjorde, i och med den masstillverkning på löpande band som 1913 inleddes av T-Forden, bilen till var mans egendom.
Andra historiskt mycket betydelsefulla bilmodeller är:
- Austin 7: byggdes 1922-1939 och var den första bilen som hade startfunktion, pedaler och växling på det sätt som därigenom blev standard, med från vänster till höger kopplings-, broms- och gaspedal.
- Volkswagen Typ 1, "Bubblan": Producerades från 1938 till 2003 - de första decennierna i Tyskland och de sista åren i Mexiko.
- Austin Mini, senare bara kallad Mini (och i Sverige som "Hundkojan"): En banbrytande bil med modernt kompakt byggsätt - ett hjul i varje hörn, tvärställd motor och framhjulsdrift tillverkad i olika generationer sedan 1959.
- Toyota Prius den första riktigt populära hybridbilen tillverkad i olika generationer sedan 1997.

## Miljöpåverkan
Successivt har kraven skärpts när det gäller utsläpp av miljö- och hälsofarliga avgaser (emissioner). Moderna bilar är därför försedda med avgasrening.
För bensindrivna motorer består avgaserna huvudsakligen av:
- Kolmonoxid (CO)
- Kväveoxider (NOX)
- Kolväten (HC)
- Koldioxid (CO2)

Genom att utnyttja katalysatorer (av trevägs-typ) i avgassystemet, samt reglera bränsleblandningen i motorn så att förbränningen blir optimal (lambda=1) kan halterna av kolväten, kolmonoxid och kväveoxider reduceras avsevärt. Införandet av denna teknik har, jämte övergång till blyfri bensin, inneburit ett stort utvecklingssteg ur miljösynpunkt. De kvarstående problemen är huvudsakligen utsläpp av koldioxid, vid utnyttjande av fossila bränslen och biobränslen, men även kallstartegenskaper (den tid som behövs innan katalysatorn uppnått driftstemperatur och därmed renar avgaserna) samt utsläpp av partiklar och ozon.
Genom att utnyttja biobränslen kan nettotillskottet av koldioxid till atmosfären teoretiskt sett bli reducerat. Huruvida biobränslen verkligen ger en minskning av växthusgaser är dock omstritt. Till exempel innebär omvandling av tidigare ej uppodlad mark för att odla biobränslen stora utsläpp av växthusgaser under lång tid. Det är även stor skillnad mellan olika typer av biobränslen.
Dieselmotorer har bättre verkningsgrad jämfört med otto-motorer (särskilt vid låg last) vilket gör att bränsleförbrukningen, och därmed koldioxidutsläppen, är lägre - typiskt 20 procent lägre jämfört med motsvarande bensinmotor. Även utsläpp av kolväten och kolmonoxid blir låga, men de mest svårbemästrade komponenterna i avgaserna är:
- Kväveoxider (NOX)
- Partiklar

Med katalysatorer, förfinad bränsleinsprutning (med högt tryck) och avancerade styrsystem för sekvensstyrning av bränsleinsprutningen kan emissionerna reduceras. Partikelfilter används för att komma ned till acceptabla nivåer av partikelutsläpp.
Fordonsgasen har under 2012 ersatt bensin och diesel, vilket motsvarar en minskning av utsläpp med ca 260 000 ton koldioxid. Dessutom minskar utsläpp av kväveoxider och partiklar.
I slutet av 2012 fanns det drygt 44 000 gasfordon i Sverige. Av dessa var drygt 1800 bussar, drygt 600 tunga lastbilar och resten personbilar och skåpbilar. Jämfört med slutet av 2011 har antalet gasfordon ökat med drygt 14 procent.
Motorer som drivs med vätgas släpper enbart ut vattenånga. Mängden miljöfarliga utsläpp beror då istället på hur vätgasen produceras. För närvarande återstår en del problem att lösa för att tekniken skall bli praktiskt användbar och ekonomisk, inte minst när det gäller produktion och distribution av vätgas.
I Tyskland dör 6000-13000 människor varje år på grund av trafikavgaser som bland annat orsakar astma och infarkter.

## Säkerhet
På grund av att olyckor kan inträffa med bilar så vidtas åtgärder för att förbättra säkerheten. Exempelvis görs det krocktester av bilar. Det yttre skyddet kan vara karossen eller deformationszoner som skyddar och förbättrar bilens säkerhet i en krasch. Det inre skyddet är bland annat krockkuddar, bilbälten och bilbältessträckare.

## I Sverige

### Biltyper
Juridiskt delas bilar i Sverige in i personbilar, bussar och lastbilar. Personbil är en bil för att huvudsakligen transportera personer med, emellertid maximalt nio personer (inklusive föraren). En buss är en bil som kan transportera fler än nio personer (inklusive föraren). En lastbil är en bil som inte är att anse som en personbil eller buss.
Några fordonstyper som starkt påminner om bilar är mopedbilar, som enligt lagen är mopeder, och A-traktorer samt EPA-traktorer, som enligt lagen är traktorer.
Personbilar kan delas in i olika kategorier efter sin karossform. De vanligaste formerna är:
- kombi
- sedan
- coupé
- cabriolet
- stadsjeep, även kallad SUV (sport utility vehicle)
- minibuss
- skåpbil (finlandssvenska: paketbil)
- sportbil

Några typer av bilar för speciell yrkesverksamhet är polisbilar, brandbilar, ambulanser, bärgningsbilar och taxibilar.

### Lastprofil
Ett fordon i Sverige tillåts inneha en höjd på 4,5 m, längd på 25,25 m och en bredd på 3,2 m. Maximala typmått för en personbil (vid konstruktion av vändplatser, parkeringsplatser och dylikt) är en höjd på 1,47 m, längd 4,96 m och en bredd på 1,78 m. Samt en vändradie på 6,4 m.

### Definition av bil enligt lagen (2001:559) om vägtrafikdefinitioner
| ”                                          | Ett motorfordon som är försett med tre eller flera hjul eller medar eller med band och som inte är att anse som en motorcykel eller en moped. Bilar delas in i personbilar, lastbilar och bussar. | „ |
| – Lag (2001:559) om vägtrafikdefinitioner, | |   |